# Frederic Balonier
Frederic Balonier est un acteur allemand né en 2001 à Berlin. Il est connu pour son rôle de Kieran Rutherford dans la série Maxton Hall - Le monde qui nous sépare et pour la série Where's Wanda (de).

## Biographie

### Carrière
Après une courte apparition en 2019 dans le téléfilm Kühn hast zu tun, il joue principalement dans des séries télévisées comme Löwenzahn (de), Sankt Maik (de), Lucie. Läuft doch ! et Der Lehrer (de),,.
Dans la série télévisée Ein Tisch in der Provence (de), il joue le rôle de l'ex-petit ami d'une jeune bachelière de 18 ans qui veut mettre fin à ses jours à cause d'une dépression provoquée par un saturnisme (diffusé pour la première fois en avril 2021, sur la ZDF).
Dans Letzte Spur Berlin (de), il tient l'un des rôles principaux de cette série de la ZDF, celui de Patrick Seerath, qui se dérobe et disparaît après avoir fait l'amour avec sa petite amie. 
Dans la saison 7 de la série télévisée In aller Freundschaft – Die jungen Ärzte (de), il joue le rôle du jeune patient Lasse Sonnefeld, chez qui le médecin Rebecca Krieger soupçonne un problème de drogue. 
En 2021, dans la sitcom de ZDFneo The Drag and Us, il joue le rôle du fils adolescent d'une mère célibataire qui se défoule violemment contre sa nouvelle colocataire, une drag queen.
Dans Praxis mit Meerblick (de), il incarne Moritz Daskow, un jeune homme de 18 ans atteint de leucémie, dont la mère adoptive, très religieuse, ne peut et ne veut pas accepter son homosexualité, diffusé pour la première fois début avril 2022.
Dans la série de films Freunde sind mehr de la ZDF diffusés pour la première fois en avril 2022 et centrés sur les quatre amis d'enfance Fabian (Nicola Fritzen (de)), Johanna (Greta Galisch de Palma (de)), Jette (Anne Weinknecht (de)) et Malte (Oliver Bröcker (de)), Frederic Balonier joue Niklas Heidemann qui veut élucider le mystère de la mort de son père.
En 2023, dans le 7e film de la série policière Toute la vérité, il incarne le fils d'une patronne de bistrot qui veut se venger d'une escroquerie sentimentale dont sa mère a été victime.
La même année, dans la 17e saison de la série de la ZDF Notruf Hafenkante (de), il joue le rôle du jeune Jason Lambrecht, qui tient avec sa mère une location de stand-up paddle sur l'Alster. 
Enfin, toujours en 2023, dans la série de la ZDF Jenseits der Spree (de), il joue le rôle de Richy Hansen, un adolescent de 15 ans issu d'une famille difficile, qui essaie de laisser son ancienne vie derrière lui. 
Mais c'est pour ses rôles d'Alex Vinson dans Where's Wanda (de), et surtout pour celui Kieran Rutherford dans la saison 1 de la série Maxton Hall - Le monde qui nous sépare qu'il accède à une renommée internationale, en 2024. Cette mini-série romantique connaît un succès fulgurant à sa sortie, enregistrant la plus grande audience mondiale jamais atteinte pour une première semaine de diffusion sur Amazon Prime Video. La saison 2 est annoncée par Amazon pour fin 2025.

### Vie privée
Frederic Balonier joue au football et est fan du Hertha BSC. Il vit dans la région de Berlin et à Cologne.

## Filmographie

### Télévision
- 2019 : Kühn hat zu tun : Martin Kühn (Téléfilm)
- 2019 : Löwenzahn (de):  Jordi (épisode 13, saison 8 : Optik – Vernebelte Sicht)
- 2019 : Sankt Maik (de): Lukas Brunner (épisode 1, saison 2 : Schluckauf im Hirn)
- 2020 : Lucie. Läuft doch! : Nico
- 2021 : Der Lehrer (de): Konstantin  (épisode 8, saison 9 : Was macht ein Lehrer im Gefängnis?...Sitzenbleiben)
- 2021 : Ein Tisch in der Provence (de): Mark de Borg (épisode 3 : Zwei Ärzte im Aufbruch)
- 2021 : Letzte Spur Berlin (de): Patrick Seegant (épisode 18, saison 10 : Nähe)
- 2021 : In aller Freundschaft – Die jungen Ärzte (de): Lasse Sonnefeld (épisode 1, saison 7 : Überreaktion)
- 2021 : The Drag and Us : Nikki
- 2022 : Praxis mit Meerblick (de): Moritz Daskow (épisode 13 : Mutter und Sohn)
- 2022 : Freunde sind mehr : Niklas Heidemann (épisode 1 : Feier des Tages)
- 2022 : Freunde sind mehr : Niklas Heidemann  (épisode 2 : Viergefühl)
- 2023 : Toute la vérité : Jan Eisenbarth (épisode 7 : Blind vor Liebe)
- 2023 : Notruf Hafenkante (de): Jason Lamprecht (épisode 22, saison 17 : Alstervergnügen)
- 2023 : Jenseits der Spree (de): Richy  (épisode 3, saison 3 : In den Flammen)
- depuis 2024 : Maxton Hall - Le monde qui nous sépare : Kieran Rutherford
- 2024 : Where's Wanda (de) : Alex Vinson